# Carl Andersen
Pour les articles homonymes, voir Andersen.
Carl Andersen est un athlète américain né le 2 septembre 1960. Spécialiste de l'ultra-trail, il a notamment remporté la Vermont 100 Mile Endurance Run en 1993, la Way Too Cool 50K Endurance Run en 1996, 1999 et 2002, l'American River 50 Mile Endurance Run en 1997 et 1999 ainsi que la Miwok 100K Trail Race en 1998 et 1999. Il a été marié à Ann Trason, également coureuse d'ultra-trails.

## Résultats
| no  | masculin          | Course            | Longueur | Départ          | Temps            |
| --- | ----------------- | ----------------- | -------- | --------------- | ---------------- |
| 2e  | Médaille d'argent | American River 50 | 50 mi    | 6 avril 1991    | 5 h 59 min 20 s  |
| 1er | Médaille d'or     | Vermont 100       | 100 mi   | 31 juillet 1993 | 14 h 46 min 05 s |
| 2e  | Médaille d'argent | Way Too Cool 50K  | 50 km    | 12 mars 1994    | 3 h 33 min 46 s  |
| 2e  | Médaille d'argent | American River 50 | 50 mi    | 2 avril 1994    | 5 h 50 min 50 s  |
| 1er | Médaille d'or     | Way Too Cool 50K  | 50 km    | 9 mars 1996     | 3 h 41 min 37 s  |
| 1er | Médaille d'or     | American River 50 | 50 mi    | 5 avril 1997    | 5 h 58 min 54 s  |
| 1er | Médaille d'or     | Miwok 100K        | 100 km   | 2 mai 1998      | 8 h 44 min 06 s  |
| 1er | Médaille d'or     | Way Too Cool 50K  | 50 km    | 13 mars 1999    | 3 h 39 min 57 s  |
| 1er | Médaille d'or     | American River 50 | 50 mi    | 10 avril 1999   | 5 h 44 min 43 s  |
| 1er | Médaille d'or     | Miwok 100K        | 100 km   | 1er mai 1999    | 8 h 22 min 25 s  |
| 1er | Médaille d'or     | Way Too Cool 50K  | 50 km    | 9 mars 2002     | 3 h 31 min 58 s  |